# شارون پیر لوییس
شارون پیر لوییس (انگلیسی: Sharon Pierre-Louis) بازیگر اهل ایالات متحده آمریکا است. وی از سال ۲۰۰۸ میلادی تاکنون مشغول فعالیت بوده‌است.
از فیلم‌ها یا برنامه‌های تلویزیونی که وی در آن نقش داشته‌است می‌توان به جانگو آزاد شده اشاره کرد.